# デイヴィッド・ゲール

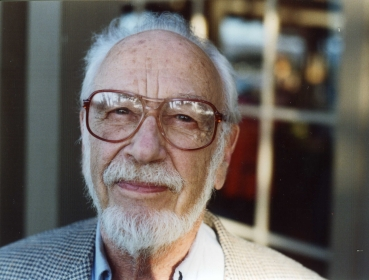
デイヴィッド・ゲール

デイヴィッド・ゲール（David Gale、1921年12月13日 - 2008年3月7日）はアメリカの数学者、経済学者。カリフォルニア大学バークレー校の名誉教授であり、数学科、経済学科、工業技術、オペレーションズリサーチに所属していた。数理経済学、ゲーム理論、凸解析に貢献がある。
（日本では、デヴィッド・ゲール、デビッド・ゲイルなどと書く人もいる。）

## 経歴
- 1921年 ニューヨーク市マンハッタンで生まれる。
- 1943年 ペンシルヴァニア州スワースモアにあるスワースモア・カレッジを数学で卒業する (B.A.) 。
- 1947年 ミシガン大学で修士号を取得する。
- 1949年 プリンストン大学で数学のPh.D.を取得する（博士論文'Solutions of Finite Two-Person Games'）。
- 1949年 - 1950年 プリンストン大学で数学の専任講師となる。
- 1950年 - 1965年 ロードアイランド州プロビデンスにあるブラウン大学で数学を教える。
- 1953年 - 1954年 デンマークで研究する（1953年デンマーク滞在中、ジュリー・スケビーと出会い、結婚し娘3人をもうける。しかし、1974年に離婚）。
- 1957年 - 1958年 サバティカルとしてカリフォルニア州サンタモニカのRAND Corporationへ赴任。
- 1962年 - 1963年 グッゲンハイム・フェローとなる。
- 1965年 - 1966年 カリフォルニア大学バークレー校の教授（Miller Professor）となる。
- 1966年 - 退職 カリフォルニア大学バークレー校の数学とオペレーションズリサーチ教授、および経済学部の教授となる。
- 1980年 ジョン・フォン・ノイマン理論賞を受賞する（ハロルド・クーンとアルバート・タッカーと同時受賞）。

バークレーとパリで、サンドラ・ギルバート（フェミニスト学者、詩人）とともに暮らす。
- 2008年 心臓発作のためバークレーのアルタ・ベイツ・メディカルセンターで死去（86歳）。

## 貢献
- 競争均衡の存在証明を行った。ラムゼイ問題（英語版）のn次元の解が最適経済成長のもとで存在するかについてである。
- スチュアートとともに完全情報下での無限期間のゲームの分析を行った。
- またBridg-It（英語版） の創案者でもある。(「ゲールのゲーム」として知られる。)
- 線形計画法についての業績もある。
- 安定結婚問題についてのロイド・シャープレー（ノーベル経済学賞2012年）との論文はマッチングについての初のフォーマルな分析であり、そのアイデアは学校選択における生徒の割り振りなどで実際に応用された。

### ゲール＝シャプレー・アルゴリズム
- 効率的な解を導く（詳細は安定結婚問題を参照のこと）。